# Phoebe Beasley
Pour les articles homonymes, voir Beasley.
Phoebe Beasley (née le 3 juin 1943 à Cleveland) est une artiste américaine. Elle est la seule artiste dont l'art a reçu le sceau présidentiel sous deux présidents américains différents, George H. W. Bush et Bill Clinton. Elle est la première femme afro-américaine à devenir présidente de la Commission des arts du comté de Los Angeles (en). Elle est l'artiste officielle du marathon de Los Angeles de 1987 et de 2000.

## Biographie

### Jeunesse et éducation
Phoebe Beasley est née à Cleveland, Ohio. Elle a deux frères et sœurs. Sa mère est décédée d'une crise cardiaque à l'âge de 29 ans alors que Phoebe avait 7 ans.
Phoebe Beasley est titulaire d'un baccalauréat en beaux-arts en éducation artistique de l'Université de l'Ohio et d'une maîtrise de la Kent State University. Elle reçoit un doctorat honorifique en beaux-arts de l'Université de l'Ohio en 2005. Elle prononce également le discours d'ouverture cette année-là.
Sa conseillère d'orientation au lycée lui a dit qu'elle ne devrait pas se spécialiser en art parce qu'il n'y avait « pas d'artiste afro-américain ».

### Carrière
Phoebe Beasley a entendu à plusieurs reprises de la part de galeristes blancs : « Je ne propose pas d'art noir ». On lui a également demandé « pourquoi peignez-vous toujours des sujets afro-américains ? ». Beasley répond alors : « C'était étrange - d'autant plus qu'eux-mêmes ne peignaient que des sujets blancs… La plupart de mes thèmes sont ce que je connais, basé sur ma perception individuelle, comme n'importe quel autre artiste ».
De 1997 à 2012, elle passe 15 ans en tant que commissaire à la Commission des arts du comté de Los Angeles.
En 2012, elle est l'une des 44 artistes mandatés pour réaliser un collage sur un buste grandeur nature du président Barack Obama.
En 2013, elle reçoit le Lifetime Achievement Award for Visual Arts & Advocacy du California African American Museum.
En 2015, son œuvre la plus chère à ce jour est vendue 11 875 $ aux Swann  Galleries (en). Cette année-là, elle est également nommée au California Arts Council (en) en 2015 par l'ancien gouverneur de Californie Jerry Brown.
De nombreuses célébrités ont acheté le travail de Beasley - notamment Oprah Winfrey, Tyler Perry, Shonda Rhimes, Tavis Smiley (en), etc..

### Vie privée
Beasley était amie avec son mentor Maya Angelou, qui a déclaré : « L'œil de Phoebe Beasley ne lui a jamais fait défaut, ne lui a jamais menti, et son art nous donne généreusement beauté, savoir et toujours vérité ».
Beasley a dit que si elle s'écoutait, elle porterait une robe de bal tous les jours.

## Inspiration artistique
Beasley dit qu'elle aime faire de belles choses à partir de « la poubelle des autres » et que sa créativité se manifeste lorsqu'elle travaille avec la texture, puisqu'elle considère le collage comme son principal médium artistique. Elle explique l'un de ses collages de fleurs comme représentant « l'humanité - ils représentaient la vie et la mort… Peu importe combien vous nourrissez quelque chose, nous allons tous mourir ».